# Mount McKinley National Park Headquarters District
 (juin 2020).
Le Mount McKinley National Park Headquarters District est un district historique américain situé dans le borough de Denali, en Alaska. Protégé au sein des parc national et réserve du Denali, il est inscrit au Registre national des lieux historiques depuis le 23 octobre 1987.